# Neither fish nor flesh (Terence Trent D'Arby)
Neither Fish Nor Flesh (A Soundtrack of Love, Faith, Hope & Destruction) is Terence Trent D'Arby's tweede album, verschenen in 1989 bij Columbia Records.

## Nummers
1. Declaration: Neither Fish Nor Flesh - 1:44
2. I Have Faith In These Desolate Times - 4:14
3. It Feels So Good To Love Someone Like You - 3:38
4. To Know Someone Deeply Is To Know Someone Softly - 4:27
5. I'll Be Alright - 5:57
6. Billy Don't Fall - 4:21
7. This Side Of Love - 4:59
8. Attracted To You - 4:01
9. Roly Poly - 3:54
10. You Will Pay Tomorrow - 4:54
11. I Don't Want To Bring Your Gods Down - 6:19
12. I Need To Be With Someone Tonight - 3:04